# 259 (nombre)
Cet article concerne le nombre 259. Pour l'année, voir 259.
259 (deux cent cinquante-neuf) est l'entier naturel qui suit 258 et qui précède 260.

## En mathématiques
deux cent cinquante-neuf est :
- un nombre uniforme en base 6 (1111)
- le plus petit nombre égal à la somme de quatre nombres puissance 4 de deux façons différentes : 14+14+14+44 = 24+34+34+34 = 259

## Dans d'autres domaines
deux cent cinquante-neuf est aussi :
- Années historiques : -259, 259
- Le dernier nombre spécifiquement référencé sur Wikipedia